# Sweet Memories
Sweet Memories er en amerikansk stumfilm fra 1911 af Thomas H. Ince.

## Medvirkende
- Mary Pickford som Polly Biblett
- King Baggot som Edward Jackson
- Owen Moore som Ashton Orcutt
- Jack Pickford
- Lottie Pickford